# N1-Metilpszeudouridin
Az N1-metilpszeudouridin (röviden m1Ψ) az archeákban előforduló természetes tRNS-komponens, illetve a biokémiában és molekuláris biológiában in vitro transzkripcióra használt szintetikus pirimidinnukleozid, mely megtalálható a Pfizer–BioNTech és a Moderna SARS-CoV-2-mRNS-vakcináiban.(p1)

## Használata RNS-vakcinákban
A módosítatlan exogén RNS-t felismerik a Toll-típusú és RIG-1 receptorok, melyek a nem specifikus immunválaszban vesznek részt. A módosított bázisok hozzáadása, melyek megtalálhatók a humán RNS-ben, ennek erősségét jelentősen csökkenthetik, és megelőzik a vakcina beadásakor fellépő allergiás reakciót. A vakcina által kódolt fehérje szintézise ezért javul, mivel az immunreakció gátolja a transzlációt.
Az m1Ψ-t a más módosított bázisokhoz képest jobb teljesítménye miatt használják az RNS-terápiákban.

## Tulajdonságai
Az N1-metilpszeudouridin a pszeudouridin metilszármazéka. In vitro transzkripcióhoz és RNS-vakcinák előállításához használják. Gerincesekben jelentősen kisebb immunválaszt vált ki, mint az uridin, erősebb transzláció mellett. A fehérje-bioszintézisben leolvasása az uridinhoz hasonlít, és magasabb fehérjetermelést tesz lehetővé a pszeudouridinnál. A nukleozid előállítható a pszeudouridin metilációjával.
A ribonukleinsav TLR7 receptor általi felismerését gátolja, és csökkenti a TLR3 és RIG-1 által felismert másodlagos szerkezetek stabilitását. Más eredmények szerint az m1Ψ-t tartalmazó RNS erősen kötődik a RIG-1-hez, de nem aktiválja azt. Az m1Ψ csökkentheti a TLR3 által felismerhető kétszálú RNS termelését.

## Története
2016-ban a nukleozid-trifoszfát ribonukleozidból való nagymértékű előállításának protokollját tették közzé.
2017–18 között a Zika-vírus, HIV-1, influenza és Ebola-vírus elleni vakcinákban tesztelték.:5

## Fordítás
- Ez a szócikk részben vagy egészben  a   N1-Methylpseudouridine című angol Wikipédia-szócikk fordításán alapul.  Az eredeti cikk szerkesztőit annak laptörténete sorolja fel. Ez a jelzés csupán a megfogalmazás eredetét és a szerzői jogokat jelzi, nem szolgál a cikkben szereplő információk forrásmegjelöléseként.
- Ez a szócikk részben vagy egészben  a(z)   1-méthylpseudouridine című francia Wikipédia-szócikk fordításán alapul.  Az eredeti cikk szerkesztőit annak laptörténete sorolja fel. Ez a jelzés csupán a megfogalmazás eredetét és a szerzői jogokat jelzi, nem szolgál a cikkben szereplő információk forrásmegjelöléseként.